# Piero Marini
Piero Marini (Valverde, 13 januari 1942) is een Italiaans geestelijke en aartsbisschop van de Katholieke Kerk.
Marini bezocht het seminarie van Bobbio en werd op 27 juni 1965 tot priester gewijd. Paus Johannes Paulus II verleende hem op 2 april 1986 de titel ereprelaat van Zijne Heiligheid en even later tot pauselijk ceremoniemeester. In die hoedanigheid was Marini verantwoordelijk voor alle aspecten van de openbare liturgische vieringen van de paus. Op 14 februari 1998 benoemde de paus hem tot titulair aartsbisschop van Martirano. 
Aartsbisschop Marini was een bekende verschijning op de televisie, waar hij op plechtige momenten steeds vlak achter of naast de paus te zien was. 
Op 1 oktober 2007 benoemde paus Benedictus XVI Marini tot president van het Pauselijk Comité voor Internationale Eucharistische Congressen. Als ceremoniemeester werd hij opgevolgd door Guido Marini (overigens geen familie).

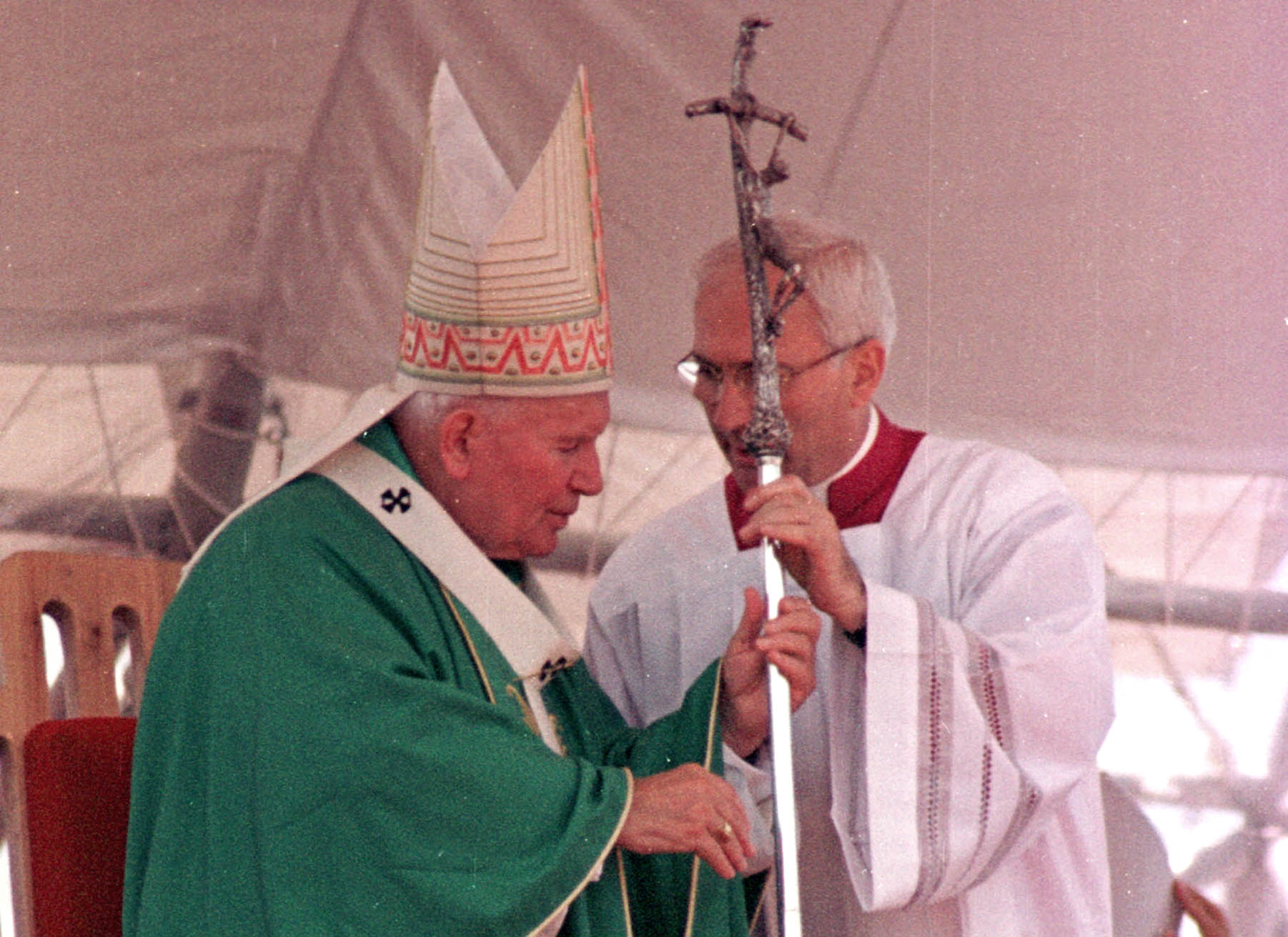
Marini met paus Johannes Paulus II in Brazilië (1997)
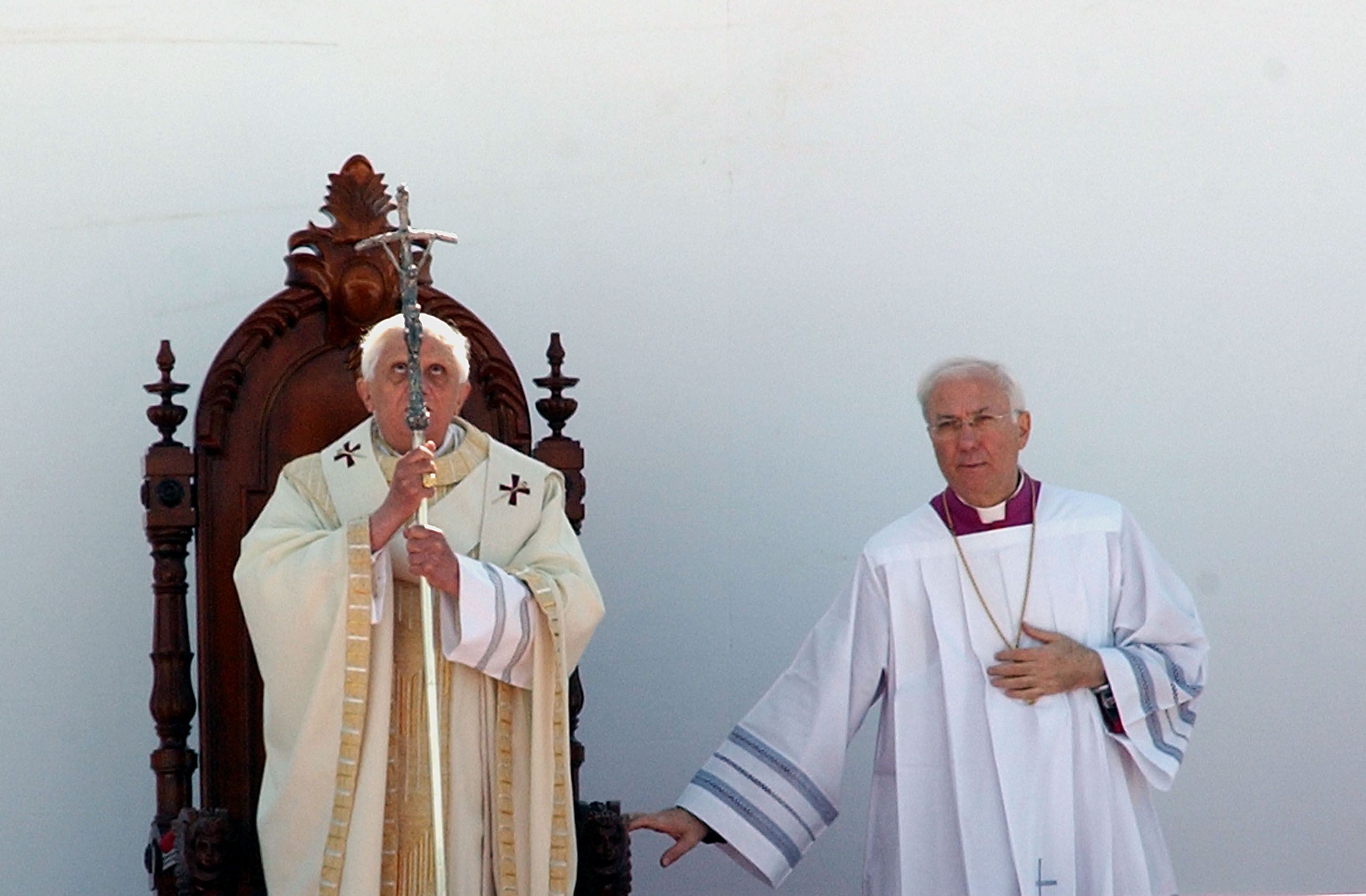
Marini met paus Benedictus XVI in São Paulo, Brazilië (2007)

- Bibliothèque nationale de France: cb157953150 (data)
- Catàleg d'autoritats de noms i títols de Catalunya: 981058512984406706
- Gemeinsame Normdatei: 120299879
- International Standard Name Identifier: 0000 0001 1468 2231
- Library of Congress Control Number: n2007019489
- Nationale en Universitaire bibliotheek Zagreb: 000701230
- Nederlandse Thesaurus van Auteursnamen: 07337430X
- Istituto Centrale per il Catalogo Unico: CFIV002035
- Système universitaire de documentation: 124814654
- Virtual International Authority File: 15597272
- WorldCat: E39PBJvMydWVg8wWV9tQPdKWXd